# Мейвуд, Огаста
Огаста Мейвуд, урождённая Уильямс (англ. Augusta Maywood; 1825, Нью-Йорк, США — 3 ноября 1876, Лемберг, Королевство Галиции и Лодомерии) — первая американская танцовщица балета, получившая международную известность. Выступала преимущественно в Австрии и Италии.

## Биография
Огаста Мейвуд родилась в 1825 году, вероятно, в Нью-Йорке. Она была дочерью странствующих английских актёров. Когда Огасте было три года, её мать рассталась с мужем, Генри Уильямсом, и вскоре вышла замуж за театрального антрепренёра Роберта Кэмпбелла Мейвуда. С тех пор Огаста носила фамилию своего отчима. Балету она начала учиться в 1836 году в Филадельфии у супругов Азар. В 1837 году состоялся её дебют в партии Зелики в «Деве Кашмира», балете Марии Тальони по опере Даниэля Обера «Бог и баядерка». Она имела большой успех и в 1838 году танцевала в «Сильфиде» Тальони в Нью-Йорке.
В том же году отчим Огасты взял её в Париж, где она училась у Жана Коралли и Жозефа Мазилье. В ноябре 1839 года состоялся её дебют в Парижской опере: она исполнила партию Флоринды в балете «Хромой бес» на музыку Казимира Жида. Однако успех молодой танцовщицы был сведён на нет последовавшим скандалом: в 1840 году она тайно бежала со своим партнёром Шарлем Мабийем. Впоследствии они, сочетавшись законным браком, вернулись в Париж, но контракт с Оперой был нарушен, поэтому на протяжении последующих пяти лет им пришлось выступать в других городах: Марселе, Лионе и Лиссабоне. В 1845 году Огаста рассталась с Шарлем и отправилась в Вену, где выступала в Кернтнертор-театре до конца 1847 года. Затем, после недолгого пребывания в Будапеште, она поехала в Милан и в 1848 году дебютировала в театре Ла Скала. В Милане она также продолжила совершенствоваться у известного хореографа Карло Блазиса. В возрасте 23 лет Мейвуд стала прима-балериной этого театра и оставалась ею вплоть до ухода со сцены в 1862 году. Кроме того, она была одной из первых танцовщиц в Италии, создавшей собственную труппу (включая солистов и кордебалет), с которой гастролировала по стране с 1850 по 1858 год.
В числе балетов, в которых танцевала Мейвуд, — «Жизель», «Цыганка» (La Gypsy, хореография Мазилье), «Фауст». Кроме того, она исполняла ведущие роли в собственных балетных постановках по «Хижине дяди Тома» и «Рите Готье» Филиппо Терманини (основанной на «Даме с камелиями» Дюма). Танец артистки отличался технической виртуозностью, выразительностью, энергией; критики также не раз отмечали её актёрское мастерство. Искусство Мейвуд высоко ценил Теофиль Готье, писавший о ней: «Мадемуазель Огаста Мейвуд обладает очень своеобразным талантом. <…> Есть в ней что-то внезапное, неожиданное и причудливое, что отличает её от всех остальных».
В 1858 году Огаста Мейвуд вышла замуж за Карло Гардини, итальянского врача и журналиста. Когда она завершила свою танцевальную карьеру, супруги поселились в Вене. Там Мейвуд преподавала вплоть до 1873 года. Последние годы жизни она жила в Италии, близ озера Комо, и умерла в 1876 году в Лемберге (ныне Львов).